# Reederei Harmstorf & Co.
Die Reederei Harmstorf & Co. wurde von Alnwick Harmstorf geformt. Sie entstand ab 1937 aus der um 1860 gegründeten Bergungsreederei seines Vaters Friedrich Matthias Harmstorf.

## Vorgeschichte und Gründung

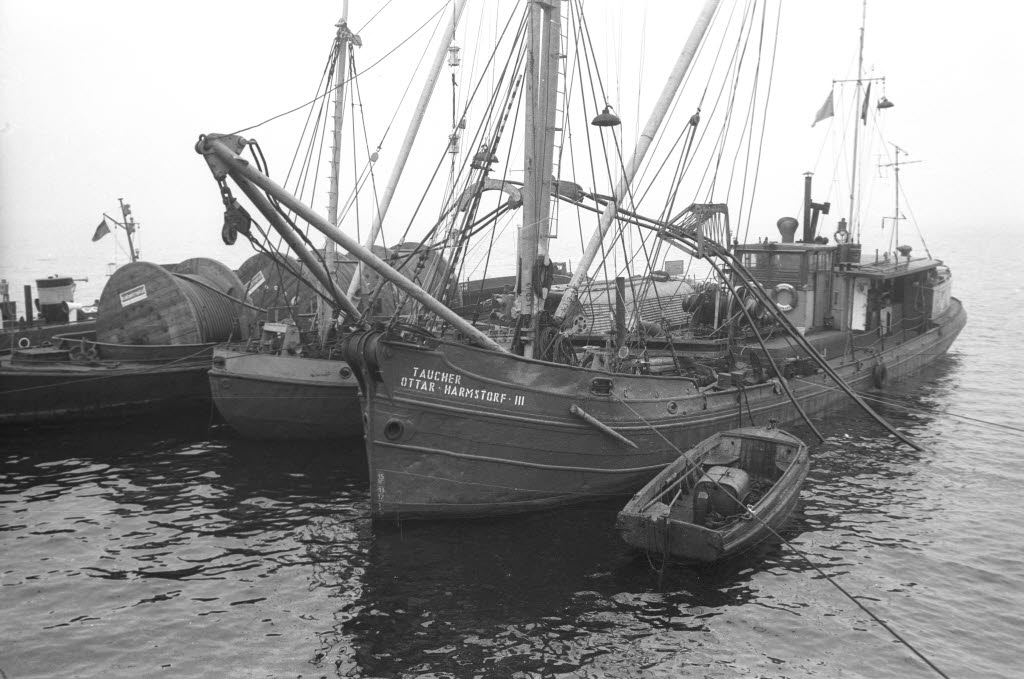
Das Bergungsschiff Taucher Ottar Harmstorf III bei Kabelverlegungsarbeiten in der Kieler Förde (1969)

Der gelernte Schiffbauer und Taucher Friedrich Matthias Harmstorf gründete 1860 eine Bergungsreederei. 1861 wurde der eiserne Dampfer Taucher als Bergungsschiff von der Reiherstiegwerft abgeliefert. Das zweite Bergungsschiff Taucher II baute Harmstorf auf seiner eigenen Werft in Blankenese. Der Sohn Alnwick Harmstorf (* 20. März 1912), der als Taucher ausgebildet worden war, lernte den Beruf des Schiffbauers bei H. C. Stülcken Sohn, studierte anschließend Schiffbau und arbeitete nach dem Studium als Ingenieur bei Schichau in Königsberg, Nobiskrug, der Norderwerft und der Marinewerft.
Im Jahr 1937 übernahm Alnwick Harmstorf die anfangs vorwiegend mit Tauchaufträgen beschäftigte Bergungsreederei vom Vater. Nach dem Krieg überwogen die Bergungsaufträge, die u. a. zum Aufbau einer Handelsschiffs-Reederei führten.

## Nachkriegszeit
Als erstes Schiff der Reederei, die als Alnwick Harmstorf, Reederei und Bergungsgesellschaft firmierte, wurde der ehemalige, 1906 bei Wichhorst in Hamburg gebaute Fördedampfer Kitzeberg übernommen. Er gehörte Alnwick Harmstorf bis 1944. Die folgenden Schiffe, die Lühesand ex. Marianne, kamen als Wracks zur Reederei. Die Lühesand wurde 1948 von Harmstorf in der Lühemündung gehoben und von der Schiffswerft Renck in Harburg wieder aufgebaut, modernisiert und lief im August 1950 zur ersten Reise im neuen Schiffsleben aus. Das zweite Schiff der Reederei, die Krautsand, entstand 1951 aus einem im Hamburger Hafen gesunkenen Tanker und das dritte Schiff, die Rotersand, entstand aus einem französischen Frachter.
1953 übernahm Alnwick Harmstorf als erste Werft die Schlichting-Werft in Travemünde, nachdem sie zuvor im gleichen Jahr Vergleich anmelden musste. Die Schlichting-Werft wurde auf Stahlschiffbau umgestellt, auf fast 140.000 Quadratmeter vergrößert und modernisiert. 1956 kam als siebtes Schiff das von der Schlichting-Werft gebaute und mit 499 BRT vermessene Tankmotorschiff Juelssand zur Reederei. Das Schiff war 1955 an eine Hamburger Tankerreederei abgeliefert worden. Harmstorf wurde 1956 Korrespondentreeder. Auch die folgenden vier Neubauschiffe, kleine Tankmotorschiffe, kamen vorwiegend von der Schlichting-Werft.

### A. F. Harmstorf & Co.
Seit 1959 firmierte die Reederei als A. F. Harmstorf & Co. Das 1960 von der Schlichting-Werft an die Reederei abgelieferte und mit rund 1500 BRT vermessene Kühlmotorschiff Güldensand war das 15. Schiff und das erste Kühlschiff der Reederei. Es wurde auch nach dem Verkauf weiterhin von Harmstorf befrachtet. Es folgten mit der Rungholtsand, Medemsand und Wittsand drei weitere Kühlschiffe dieser Größe von der Schlichting-Werft.
Das Tankmotorschiff Tormes, 1957 von der Werft Nagoya Zosen (Japan) an die norwegische Reederei Jabsen in Bergen abgeliefert, wurde 1965 an die Hamburger Trans Oel Gesellschaft für Öltransporte & Handel verkauft und in Bomin umbenannt. Für dieses Schiff agierte A. F. Harmstorf als Korrespondentreeder und dieser Tanker (Schiff-Nr. 21) war das größte Schiff der Reederei.
Die Schwesterschiffe Pagensand (2), Fährmannsand und Lühesand mit 1.733 BRT und rund 1.100 tdw wurden 1967 als Kühlschiffe an die Reederei abgeliefert. Damit verstärkte Harmstorf neben der Fracht- und Tankschifffahrt den dritten Beschäftigungszweig und engagierte sich in der stark spezialisierten Kühlschifffahrt.

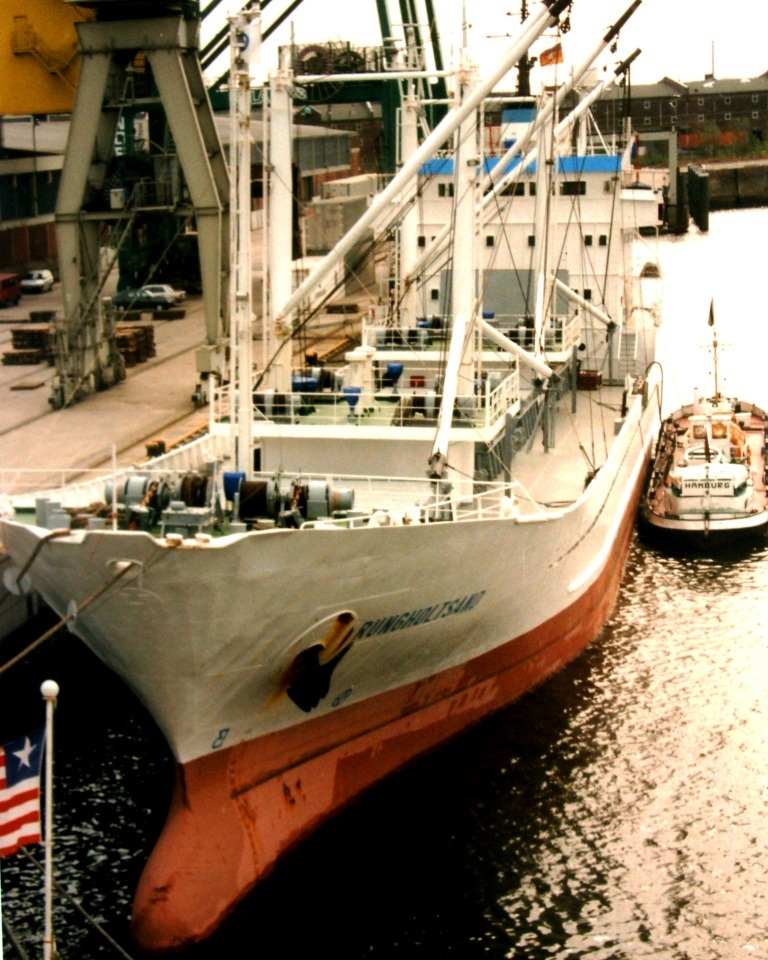
Nr. 25, das Kühlmotorschiff Rungholtsand löscht in Hamburg

### Hanseatic Shipping Company Ltd.
1971 wurde von Harmstorf gemeinsam mit anderen Hamburger Reedereien die Hanseatic Shipping Company Ltd. gegründet, um die Bereederung von eigenen und fremden Schiffen als Dienstleistung anzubieten.
Das Kühlmotorschiff Grootsand mit rund 1600 BRT war das 27. Schiff der Reederei und wurde 1978 von der Büsumer Werft abgeliefert. Alnwick Harmstorf hatte die Büsumer-Schiffswerft W. & E. Sielaff am 1. Oktober 1963 übernommen und sie als Büsumer Werft GmbH in die Harmstorf-Gruppe integriert. Von der Reederei Harmstorf kam auch der Neubauauftrag für den Küstentanker Yorksand, der ursprünglich bei der Schlichting-Werft geordert war und das 19. Schiff der Reederei wurde.
Es folgte eine zehnjährige Pause im Zulauf von Neubauten. In dieser Zeit verlegte Harmstorf seinen Schwerpunkt in die Werftaktivitäten. Das führte 1968 zur Übernahme der DIW, Berlin, und der Schiffswerft Evers in Niendorf. 1973 übernahm Harmstorf 25 % und 1975 50 % der Flensburger Schiffbau-Gesellschaft. Mit der Travemünder und Büsumer Werft zählte Harmstorf mit seinen fünf Betrieben in Deutschland und zwei ausländischen Beteiligungen zu Deutschlands bedeutendsten Schiffbauern. Mit seinem Sohn, dem studierten Schiffbauer Matthias Harmstorf, steuerte Alnwick seinen Konzern Harmstorf AG aus Hamburg.
1979 wurden das Kühlmotorschiff Wittsand von der Schlichting-Werft und die Kühlmotorschiffe Kniepsand, Grootsand und Rungholtsand (2) von der Büsumer Werft an die Reederei Harmstorf abgeliefert. Die Semi-Containerschiffe Nigerian Brewer und Togo Brewer (8.000 BRT, Schiff 32) kamen 1980 von der Flensburger Schiffbau-Gesellschaft und die RoRo-Schiffe Aquarius und Sagittarius 1983 von der Schlichting-Werft.
Die Büsumer Werft lieferte 1978 mit der Basilea und Turicia das 37. und 38. Schiff der Reederei ab, Kühlmotorschiffe mit rund 1.730 BRZ und 2.175 tdw.

### Omega Reefer Services
1971 hatte Harmstorf in Limassol auf Zypern die Reederei Omega Reefer Services gegründet, um hier seine Reedereigeschäfte weiterzuführen. Dabei hatte er sich auf die Kühlschifffahrt spezialisiert.

### Alpha Reefer Transport
1984 gründete Harmstorf mit dem griechischen Reeder Laskaridis und der Schweizer Alpina Reederei die international als Reeferpool bezeichnete Firma Alpha Reefer Transport GmbH (ART), in die er seine Kühlschiff einbrachte. ART hatte ihren Sitz in Hamburg in dem Gebäude der Reederei Harmstorf & Co. Von hier disponierte das Unternehmen 1995 rund 30 kleine Kühlschiffe, die ihre Vorteile jedoch im Laufe der Zeit an die immer zuverlässiger werdenden Kühlcontainer verloren. 2005 fand man in der Schiffsliste von ART daher auch erheblich größere Kühlschiffe und 2017 überwiegen die mittelgroßen Kühlschiffe bis 500.000 cbft. Die Befrachtung wird von FSC Frigoship Chartering GmbH in Hamburg durchgeführt.

## Ende der Harmstorf-Gruppe
Die Auftragsbestände der deutschen Werften sanken Ende 1974 von gut sieben Millionen BRT in nur vier Jahren auf weit unter eine Million BRT ab. Im Vergleich zu vielen anderen Werften litt die Harmstorf-Gruppe erst später unter dieser Krise, da auch Schiffe für die eigenen Reedereien gebaut wurden. Nach dem Verkauf von diversen Industriebeteiligungen wurde Ende September 1986 eine Auffanggesellschaft gegründet. Daraus ging die heutige Flensburger Schiffbau-Gesellschaft hervor.
1988 verkaufte Harmstorf seine 50-prozentige Beteiligung an der Hanseatic Shipping Co. und erwarb die Alpina Reederei AG aus Basel mit den beiden Kühlmotorschiffen Turicia und Basilia. 1990 gründete Harmstorf die Alnwick Harmstorf Schiffahrtsgesellschaft mbH & Co. KG., in die er auch seine Söhne Thomas und Andreas sowie D. Seidel als Partner aufnahm.
Im Dezember 1995 verkaufte Harmstorf die 1978 und 1979 gebauten Kühlschiffe Wittsand, Kniepsand, Grootsand, Rungholtsand (2), Basilea, Turicia und die Medemsand an Laskaridis Shipping und ebenso seine Beteiligung an dem Alpha Reefer Transport Pool.
Am 24. April 1996 starb Alnwick F. Harmstorf im Alter von 84 Jahren. Sein Sohn Thomas führte die Reederei weiter und erwarb gemeinsam mit der Reederei Carsten Rehder 1996 das Containerschiff Bremer Makler, die Alpina Reederei und Harmstorf Shipping Co., Limassol, über eine Reedereiholding auf Zypern.

## Reederei Harmstorf & Co. Thomas Meier-Hedde GmbH & Co. KG.
Nachdem alle damaligen Schiffe bis Mitte der 1990er-Jahre verkauft worden waren, gab es einen Neuanfang: Thomas Harmstorf und Thomas Meier-Hedde gründeten im Jahr 2000 eine Reederei. In zehn Jahren wurden 18 Schiffe in Fahrt gesetzt. 2016 bestand die Flotte aus sieben Containerschiffen. Thomas Harmstorf schied im August 2010 aus. Das Unternehmen firmiert als Reederei Harmstorf & Co. Thomas Meier-Hedde GmbH & Co. KG.
Seit Oktober 2012 ist das Unternehmen eine Tochtergesellschaft der Schlüssel Reederei KG (GmbH & Co.), Bremen.